# Нова Муравйовка
Нова Муравйо́вка (рос. Новая Муравьёвка, ерз. Мурай веле) — село у складі Рузаєвського району Мордовії, Росія. Входить до складу Болдовського сільського поселення.

## Населення
Населення — 272 особи (2010; 268 у 2002).
Національний склад (станом на 2002 рік):
- мокшани — 83 %